# Mitsubishi Model A
O Mitsubishi Model A foi o único automóvel construído pela Mitsubishi Shipbuilding Company Ltd, membro da Mitsubishi Keiretsu, que mais tarde viria a ser a Mitsubishi Motors e foi o primeiro automóvel a ser construído em série no Japão.
Foi ideia de Koyata Iwasaki, o quarto presidente da Mitsubishi e sobrinho do fundador Yataro Iwasaki, que previa o vasto potencial de veículos motorizados, bem como o papel que poderiam desempenhar no desenvolvimento económico do Japão. Foi previsto como um veículo de alto luxo para os funcionários do governo e altos executivos. O Model A teria de ser fiável, confortável e ser uma amostra do artesanato Japonês.
O Model A tinha como base o Fiat Tipo 3 e sendo que a sua produção viria a ser bastante cara, o Model A acabou por ser construído à mão, com uma cabina feita de lacagem de cipreste. Apenas foram fabricados 22 unidades. No entanto ele não podia concorrer com os Americanos de baixo custo assim como a concorrência Europeia.
A produção da Mitsubishi foi interrompida após quatro anos. Concentrando-se então na sua bem sucedida Fuso, que fabricava veículos comerciais. O Model A viria a ser o último automóvel da empresa do sector veículo de passageiros até ao pequeno Mitsubishi 500 de 1960.

## Outros
Dados fornecidos por Histórias Mitsubishi